# Breaux Greer
Edward Breaux Greer (Houston, 19. listopada 1976.) je američki atletski predstavnik u bacanju koplja. Aktualni je vlasnik brončane medalje sa svjetskog prvenstva u Osaki 2007. godine.
Šest puta je bio američki prvak i vlasnik je američkog nacionalnog rekorda od 90,71 m postignutog 20. svibnja 2007. Ima dva dvanaesta mjesta s posljednjih dviju Olimpijskih igara. Osvojio je broncu na Igrama dobre volje u Brisbaneu 2001., broncu na Panameričkim igrama 2003. i zlato na svjetskom atletskom finalu 2005.